# Tour de La Provence 2025
Le Tour de La Provence 2025 est la 9e édition de cette course cycliste sur route par étapes masculine. Il a lieu du 8 au 16 février 2025 dans les départements des Bouches-du-Rhône et des Alpes-de-Haute-Provence, dans le sud de la France. Il fait partie du calendrier UCI Europe Tour 2025 en catégorie 2.1.

## Présentation

### Équipes
Dix-sept équipes participent à cette course - 6 WorldTeams, 4 ProTeams et 7 équipes continentales :
| WorldTeams (7)- Arkéa-B&B Hotels - Cofidis - Decathlon-AG2R La Mondiale - Groupama-FDJ - Bahrain Victorious - EF Education-EasyPost - Lidl-Trek ProTeams (5)- Team TotalEnergies - Unibet Tietema Rockets - Israel-Premier Tech - Team Novo Nordisk - Wagner Bazin WB Équipes continentales (4)- CIC U Nantes - Nice Métropole Côte d'Azur - St. Michel-Preference Home-Auber 93 - Van Rysel-Roubaix |
| |

## Diffusion
La course sera suivie et diffusée sur France 3 Provence-Alpes et France 3 Côte d'Azur. Les informations sur la course sont également diffusées sur la radio RMC.

## Étapes
| Étape     | Date    | Villes étapes              | type            | Distance (km) | Vainqueur d'étape | Leader du classement général |
| --------- | ------- | -------------------------- | --------------- | ------------- | ----------------- | ---------------------------- |
| 1re étape | 14 fév. | Marseille – Saint-Victoret | étape de plaine | 175           | Sam Bennett       | Sam Bennett                  |
| 2e étape  | 15 fév. | Forcalquier – Manosque     | étape vallonnée | 169           | Mads Pedersen     | Mads Pedersen                |
| 3e étape  | 16 fév. | Rognac – Arles             | étape de plaine | 197           | Sam Bennett       | Mads Pedersen                |

## Déroulement de la course

### 1reétape
| \| Classement de l'étape \| Classement de l'étape \| Classement de l'étape \| Classement de l'étape \| Classement de l'étape \| \| Coureur \| Coureur \| Pays \| Équipe \| Temps \| \| --------------------- \| --------------------- \| --------------------- \| -------------------------- \| --------------------- \| \| 1er \| Sam Bennett \| Irlande \| Decathlon-AG2R La Mondiale \| 4 h 12 min 30 s \| \| 2e \| Lukáš Kubiš \| Slovaquie \| Unibet Tietema Rockets \| + 0 s \| \| 3e \| Alexis Renard \| France \| Cofidis \| + 0 s \| \| 4e \| Clément Russo \| France \| Groupama-FDJ \| + 0 s \| \| 5e \| Mads Pedersen \| Danemark \| Lidl-Trek \| + 0 s \| \| 6e \| Marijn van den Berg \| Pays-Bas \| EF Education-EasyPost \| + 0 s \| \| 7e \| Jake Stewart \| Royaume-Uni \| Israel-Premier Tech \| + 0 s \| \| 8e \| Thibaud Gruel \| France \| Groupama-FDJ \| + 0 s \| \| 9e \| Mathieu Burgaudeau \| France \| Team TotalEnergies \| + 0 s \| \| 10e \| Fred Wright \| Royaume-Uni \| Bahrain Victorious \| + 0 s \| |                     |             |                            |                 |
| |                     |             |                            |                 |
| |                     |             |                            |                 |
| Classement de l'étape |                     |             |                            |                 |
| Coureur | Coureur             | Pays        | Équipe                     | Temps           |
| 1er | Sam Bennett         | Irlande     | Decathlon-AG2R La Mondiale | 4 h 12 min 30 s |
| 2e | Lukáš Kubiš         | Slovaquie   | Unibet Tietema Rockets     | + 0 s           |
| 3e | Alexis Renard       | France      | Cofidis                    | + 0 s           |
| 4e | Clément Russo       | France      | Groupama-FDJ               | + 0 s           |
| 5e | Mads Pedersen       | Danemark    | Lidl-Trek                  | + 0 s           |
| 6e | Marijn van den Berg | Pays-Bas    | EF Education-EasyPost      | + 0 s           |
| 7e | Jake Stewart        | Royaume-Uni | Israel-Premier Tech        | + 0 s           |
| 8e | Thibaud Gruel       | France      | Groupama-FDJ               | + 0 s           |
| 9e | Mathieu Burgaudeau  | France      | Team TotalEnergies         | + 0 s           |
| 10e | Fred Wright         | Royaume-Uni | Bahrain Victorious         | + 0 s           |

| Classement de l'étape | Classement de l'étape | Classement de l'étape | Classement de l'étape      | Classement de l'étape |
| Coureur               | Coureur               | Pays                  | Équipe                     | Temps                 |
| --------------------- | --------------------- | --------------------- | -------------------------- | --------------------- |
| 1er                   | Sam Bennett           | Irlande               | Decathlon-AG2R La Mondiale | 4 h 12 min 30 s       |
| 2e                    | Lukáš Kubiš           | Slovaquie             | Unibet Tietema Rockets     | + 0 s                 |
| 3e                    | Alexis Renard         | France                | Cofidis                    | + 0 s                 |
| 4e                    | Clément Russo         | France                | Groupama-FDJ               | + 0 s                 |
| 5e                    | Mads Pedersen         | Danemark              | Lidl-Trek                  | + 0 s                 |
| 6e                    | Marijn van den Berg   | Pays-Bas              | EF Education-EasyPost      | + 0 s                 |
| 7e                    | Jake Stewart          | Royaume-Uni           | Israel-Premier Tech        | + 0 s                 |
| 8e                    | Thibaud Gruel         | France                | Groupama-FDJ               | + 0 s                 |
| 9e                    | Mathieu Burgaudeau    | France                | Team TotalEnergies         | + 0 s                 |
| 10e                   | Fred Wright           | Royaume-Uni           | Bahrain Victorious         | + 0 s                 |

| \| Classement général \| Classement général \| Classement général \| Classement général \| Classement général \| \| Coureur \| Coureur \| Pays \| Équipe \| Temps \| \| ------------------ \| ------------------- \| ------------------ \| -------------------------- \| ------------------ \| \| 1er \| Sam Bennett \| Irlande \| Decathlon-AG2R La Mondiale \| 4 h 12 min 20 s \| \| 2e \| Lukáš Kubiš \| Slovaquie \| Unibet Tietema Rockets \| + 4 s \| \| 3e \| Alexis Renard \| France \| Cofidis \| + 6 s \| \| 4e \| Fred Wright \| Royaume-Uni \| Bahrain Victorious \| + 7 s \| \| 5e \| Mads Pedersen \| Danemark \| Lidl-Trek \| + 8 s \| \| 6e \| Raúl García Pierna \| Espagne \| Arkéa-B&B Hotels \| + 8 s \| \| 7e \| Thibaud Gruel \| France \| Groupama-FDJ \| + 9 s \| \| 8e \| Sander De Pestel \| Belgique \| Decathlon-AG2R La Mondiale \| + 9 s \| \| 9e \| Clément Russo \| France \| Groupama-FDJ \| + 10 s \| \| 10e \| Marijn van den Berg \| Pays-Bas \| EF Education-EasyPost \| + 10 s \| |                     |             |                            |                 |
| |                     |             |                            |                 |
| |                     |             |                            |                 |
| Classement général |                     |             |                            |                 |
| Coureur | Coureur             | Pays        | Équipe                     | Temps           |
| 1er | Sam Bennett         | Irlande     | Decathlon-AG2R La Mondiale | 4 h 12 min 20 s |
| 2e | Lukáš Kubiš         | Slovaquie   | Unibet Tietema Rockets     | + 4 s           |
| 3e | Alexis Renard       | France      | Cofidis                    | + 6 s           |
| 4e | Fred Wright         | Royaume-Uni | Bahrain Victorious         | + 7 s           |
| 5e | Mads Pedersen       | Danemark    | Lidl-Trek                  | + 8 s           |
| 6e | Raúl García Pierna  | Espagne     | Arkéa-B&B Hotels           | + 8 s           |
| 7e | Thibaud Gruel       | France      | Groupama-FDJ               | + 9 s           |
| 8e | Sander De Pestel    | Belgique    | Decathlon-AG2R La Mondiale | + 9 s           |
| 9e | Clément Russo       | France      | Groupama-FDJ               | + 10 s          |
| 10e | Marijn van den Berg | Pays-Bas    | EF Education-EasyPost      | + 10 s          |

| Classement général | Classement général  | Classement général | Classement général         | Classement général |
| Coureur            | Coureur             | Pays               | Équipe                     | Temps              |
| ------------------ | ------------------- | ------------------ | -------------------------- | ------------------ |
| 1er                | Sam Bennett         | Irlande            | Decathlon-AG2R La Mondiale | 4 h 12 min 20 s    |
| 2e                 | Lukáš Kubiš         | Slovaquie          | Unibet Tietema Rockets     | + 4 s              |
| 3e                 | Alexis Renard       | France             | Cofidis                    | + 6 s              |
| 4e                 | Fred Wright         | Royaume-Uni        | Bahrain Victorious         | + 7 s              |
| 5e                 | Mads Pedersen       | Danemark           | Lidl-Trek                  | + 8 s              |
| 6e                 | Raúl García Pierna  | Espagne            | Arkéa-B&B Hotels           | + 8 s              |
| 7e                 | Thibaud Gruel       | France             | Groupama-FDJ               | + 9 s              |
| 8e                 | Sander De Pestel    | Belgique           | Decathlon-AG2R La Mondiale | + 9 s              |
| 9e                 | Clément Russo       | France             | Groupama-FDJ               | + 10 s             |
| 10e                | Marijn van den Berg | Pays-Bas           | EF Education-EasyPost      | + 10 s             |

### 2eétape
| \| Classement de l'étape \| Classement de l'étape \| Classement de l'étape \| Classement de l'étape \| Classement de l'étape \| \| Coureur \| Coureur \| Pays \| Équipe \| Temps \| \| --------------------- \| --------------------- \| --------------------- \| -------------------------- \| --------------------- \| \| 1er \| Mads Pedersen \| Danemark \| Lidl-Trek \| 3 h 53 min 52 s \| \| 2e \| Matej Mohorič \| Slovénie \| Bahrain Victorious \| + 4 s \| \| 3e \| Fred Wright \| Royaume-Uni \| Bahrain Victorious \| + 16 s \| \| 4e \| Dorian Godon \| France \| Decathlon-AG2R La Mondiale \| + 16 s \| \| 5e \| Marijn van den Berg \| Pays-Bas \| EF Education-EasyPost \| + 16 s \| \| 6e \| Paul Penhoët \| France \| Groupama-FDJ \| + 16 s \| \| 7e \| Alex Kirsch \| Luxembourg \| Lidl-Trek \| + 16 s \| \| 8e \| Thibaud Gruel \| France \| Groupama-FDJ \| + 16 s \| \| 9e \| Bauke Mollema \| Pays-Bas \| Lidl-Trek \| + 16 s \| \| 10e \| Raúl García Pierna \| Espagne \| Arkéa-B&B Hotels \| + 16 s \| |                     |             |                            |                 |
| |                     |             |                            |                 |
| |                     |             |                            |                 |
| Classement de l'étape |                     |             |                            |                 |
| Coureur | Coureur             | Pays        | Équipe                     | Temps           |
| 1er | Mads Pedersen       | Danemark    | Lidl-Trek                  | 3 h 53 min 52 s |
| 2e | Matej Mohorič       | Slovénie    | Bahrain Victorious         | + 4 s           |
| 3e | Fred Wright         | Royaume-Uni | Bahrain Victorious         | + 16 s          |
| 4e | Dorian Godon        | France      | Decathlon-AG2R La Mondiale | + 16 s          |
| 5e | Marijn van den Berg | Pays-Bas    | EF Education-EasyPost      | + 16 s          |
| 6e | Paul Penhoët        | France      | Groupama-FDJ               | + 16 s          |
| 7e | Alex Kirsch         | Luxembourg  | Lidl-Trek                  | + 16 s          |
| 8e | Thibaud Gruel       | France      | Groupama-FDJ               | + 16 s          |
| 9e | Bauke Mollema       | Pays-Bas    | Lidl-Trek                  | + 16 s          |
| 10e | Raúl García Pierna  | Espagne     | Arkéa-B&B Hotels           | + 16 s          |

| Classement de l'étape | Classement de l'étape | Classement de l'étape | Classement de l'étape      | Classement de l'étape |
| Coureur               | Coureur               | Pays                  | Équipe                     | Temps                 |
| --------------------- | --------------------- | --------------------- | -------------------------- | --------------------- |
| 1er                   | Mads Pedersen         | Danemark              | Lidl-Trek                  | 3 h 53 min 52 s       |
| 2e                    | Matej Mohorič         | Slovénie              | Bahrain Victorious         | + 4 s                 |
| 3e                    | Fred Wright           | Royaume-Uni           | Bahrain Victorious         | + 16 s                |
| 4e                    | Dorian Godon          | France                | Decathlon-AG2R La Mondiale | + 16 s                |
| 5e                    | Marijn van den Berg   | Pays-Bas              | EF Education-EasyPost      | + 16 s                |
| 6e                    | Paul Penhoët          | France                | Groupama-FDJ               | + 16 s                |
| 7e                    | Alex Kirsch           | Luxembourg            | Lidl-Trek                  | + 16 s                |
| 8e                    | Thibaud Gruel         | France                | Groupama-FDJ               | + 16 s                |
| 9e                    | Bauke Mollema         | Pays-Bas              | Lidl-Trek                  | + 16 s                |
| 10e                   | Raúl García Pierna    | Espagne               | Arkéa-B&B Hotels           | + 16 s                |

| \| Classement général \| Classement général \| Classement général \| Classement général \| Classement général \| \| Coureur \| Coureur \| Pays \| Équipe \| Temps \| \| ------------------ \| ------------------- \| ------------------ \| -------------------------- \| ------------------ \| \| 1er \| Mads Pedersen \| Danemark \| Lidl-Trek \| 8 h 06 min 08 s \| \| 2e \| Matej Mohorič \| Slovénie \| Bahrain Victorious \| + 12 s \| \| 3e \| Fred Wright \| Royaume-Uni \| Bahrain Victorious \| + 23 s \| \| 4e \| Lukáš Kubiš \| Slovaquie \| Unibet Tietema Rockets \| + 24 s \| \| 5e \| Sander De Pestel \| Belgique \| Decathlon-AG2R La Mondiale \| + 27 s \| \| 6e \| Raúl García Pierna \| Espagne \| Arkéa-B&B Hotels \| + 28 s \| \| 7e \| Thibaud Gruel \| France \| Groupama-FDJ \| + 29 s \| \| 8e \| Marijn van den Berg \| Pays-Bas \| EF Education-EasyPost \| + 30 s \| \| 9e \| Dorian Godon \| France \| Decathlon-AG2R La Mondiale \| + 30 s \| \| 10e \| Jake Stewart \| Royaume-Uni \| Israel-Premier Tech \| + 30 s \| |                     |             |                            |                 |
| |                     |             |                            |                 |
| |                     |             |                            |                 |
| Classement général |                     |             |                            |                 |
| Coureur | Coureur             | Pays        | Équipe                     | Temps           |
| 1er | Mads Pedersen       | Danemark    | Lidl-Trek                  | 8 h 06 min 08 s |
| 2e | Matej Mohorič       | Slovénie    | Bahrain Victorious         | + 12 s          |
| 3e | Fred Wright         | Royaume-Uni | Bahrain Victorious         | + 23 s          |
| 4e | Lukáš Kubiš         | Slovaquie   | Unibet Tietema Rockets     | + 24 s          |
| 5e | Sander De Pestel    | Belgique    | Decathlon-AG2R La Mondiale | + 27 s          |
| 6e | Raúl García Pierna  | Espagne     | Arkéa-B&B Hotels           | + 28 s          |
| 7e | Thibaud Gruel       | France      | Groupama-FDJ               | + 29 s          |
| 8e | Marijn van den Berg | Pays-Bas    | EF Education-EasyPost      | + 30 s          |
| 9e | Dorian Godon        | France      | Decathlon-AG2R La Mondiale | + 30 s          |
| 10e | Jake Stewart        | Royaume-Uni | Israel-Premier Tech        | + 30 s          |

| Classement général | Classement général  | Classement général | Classement général         | Classement général |
| Coureur            | Coureur             | Pays               | Équipe                     | Temps              |
| ------------------ | ------------------- | ------------------ | -------------------------- | ------------------ |
| 1er                | Mads Pedersen       | Danemark           | Lidl-Trek                  | 8 h 06 min 08 s    |
| 2e                 | Matej Mohorič       | Slovénie           | Bahrain Victorious         | + 12 s             |
| 3e                 | Fred Wright         | Royaume-Uni        | Bahrain Victorious         | + 23 s             |
| 4e                 | Lukáš Kubiš         | Slovaquie          | Unibet Tietema Rockets     | + 24 s             |
| 5e                 | Sander De Pestel    | Belgique           | Decathlon-AG2R La Mondiale | + 27 s             |
| 6e                 | Raúl García Pierna  | Espagne            | Arkéa-B&B Hotels           | + 28 s             |
| 7e                 | Thibaud Gruel       | France             | Groupama-FDJ               | + 29 s             |
| 8e                 | Marijn van den Berg | Pays-Bas           | EF Education-EasyPost      | + 30 s             |
| 9e                 | Dorian Godon        | France             | Decathlon-AG2R La Mondiale | + 30 s             |
| 10e                | Jake Stewart        | Royaume-Uni        | Israel-Premier Tech        | + 30 s             |

### 3eétape
| \| Classement de l'étape \| Classement de l'étape \| Classement de l'étape \| Classement de l'étape \| Classement de l'étape \| \| Coureur \| Coureur \| Pays \| Équipe \| Temps \| \| --------------------- \| --------------------- \| --------------------- \| ----------------------------------- \| --------------------- \| \| 1er \| Sam Bennett \| Irlande \| Decathlon-AG2R La Mondiale \| 3 h 54 min 58 s \| \| 2e \| Marijn van den Berg \| Pays-Bas \| EF Education-EasyPost \| + 0 s \| \| 3e \| Alexander Konijn \| Pays-Bas \| Nice Métropole Côte d'Azur \| + 0 s \| \| 4e \| Lukáš Kubiš \| Slovaquie \| Unibet Tietema Rockets \| + 0 s \| \| 5e \| Paul Penhoët \| France \| Groupama-FDJ \| + 0 s \| \| 6e \| Matyáš Kopecký \| Tchéquie \| Team Novo Nordisk \| + 0 s \| \| 7e \| Valentin Tabellion \| France \| Van Rysel-Roubaix \| + 0 s \| \| 8e \| Alessandro Borgo \| Italie \| Bahrain Victorious Development Team \| + 0 s \| \| 9e \| Mads Pedersen \| Danemark \| Lidl-Trek \| + 0 s \| \| 10e \| Stanisław Aniołkowski \| Pologne \| Cofidis \| + 0 s \| |                       |           |                                     |                 |
| |                       |           |                                     |                 |
| |                       |           |                                     |                 |
| Classement de l'étape |                       |           |                                     |                 |
| Coureur | Coureur               | Pays      | Équipe                              | Temps           |
| 1er | Sam Bennett           | Irlande   | Decathlon-AG2R La Mondiale          | 3 h 54 min 58 s |
| 2e | Marijn van den Berg   | Pays-Bas  | EF Education-EasyPost               | + 0 s           |
| 3e | Alexander Konijn      | Pays-Bas  | Nice Métropole Côte d'Azur          | + 0 s           |
| 4e | Lukáš Kubiš           | Slovaquie | Unibet Tietema Rockets              | + 0 s           |
| 5e | Paul Penhoët          | France    | Groupama-FDJ                        | + 0 s           |
| 6e | Matyáš Kopecký        | Tchéquie  | Team Novo Nordisk                   | + 0 s           |
| 7e | Valentin Tabellion    | France    | Van Rysel-Roubaix                   | + 0 s           |
| 8e | Alessandro Borgo      | Italie    | Bahrain Victorious Development Team | + 0 s           |
| 9e | Mads Pedersen         | Danemark  | Lidl-Trek                           | + 0 s           |
| 10e | Stanisław Aniołkowski | Pologne   | Cofidis                             | + 0 s           |

| Classement de l'étape | Classement de l'étape | Classement de l'étape | Classement de l'étape               | Classement de l'étape |
| Coureur               | Coureur               | Pays                  | Équipe                              | Temps                 |
| --------------------- | --------------------- | --------------------- | ----------------------------------- | --------------------- |
| 1er                   | Sam Bennett           | Irlande               | Decathlon-AG2R La Mondiale          | 3 h 54 min 58 s       |
| 2e                    | Marijn van den Berg   | Pays-Bas              | EF Education-EasyPost               | + 0 s                 |
| 3e                    | Alexander Konijn      | Pays-Bas              | Nice Métropole Côte d'Azur          | + 0 s                 |
| 4e                    | Lukáš Kubiš           | Slovaquie             | Unibet Tietema Rockets              | + 0 s                 |
| 5e                    | Paul Penhoët          | France                | Groupama-FDJ                        | + 0 s                 |
| 6e                    | Matyáš Kopecký        | Tchéquie              | Team Novo Nordisk                   | + 0 s                 |
| 7e                    | Valentin Tabellion    | France                | Van Rysel-Roubaix                   | + 0 s                 |
| 8e                    | Alessandro Borgo      | Italie                | Bahrain Victorious Development Team | + 0 s                 |
| 9e                    | Mads Pedersen         | Danemark              | Lidl-Trek                           | + 0 s                 |
| 10e                   | Stanisław Aniołkowski | Pologne               | Cofidis                             | + 0 s                 |

## Classements finals

### Classement général
| \| Classement général \| Classement général \| Classement général \| Classement général \| Classement général \| \| Coureur \| Coureur \| Pays \| Équipe \| Temps \| \| ------------------ \| ------------------- \| ------------------ \| -------------------------- \| ------------------ \| \| 1er \| Mads Pedersen \| Danemark \| Lidl-Trek \| 12 h 01 min 05 s \| \| 2e \| Matej Mohorič \| Slovénie \| Bahrain Victorious \| + 13 s \| \| 3e \| Marijn van den Berg \| Pays-Bas \| EF Education-EasyPost \| + 23 s \| \| 4e \| Fred Wright \| Royaume-Uni \| Bahrain Victorious \| + 23 s \| \| 5e \| Lukáš Kubiš \| Slovaquie \| Unibet Tietema Rockets \| + 25 s \| \| 6e \| Raúl García Pierna \| Espagne \| Arkéa-B&B Hotels \| + 26 s \| \| 7e \| Jake Stewart \| Royaume-Uni \| Israel-Premier Tech \| + 28 s \| \| 8e \| Sander De Pestel \| Belgique \| Decathlon-AG2R La Mondiale \| + 28 s \| \| 9e \| Thibaud Gruel \| France \| Groupama-FDJ \| + 30 s \| \| 10e \| Dorian Godon \| France \| Decathlon-AG2R La Mondiale \| + 31 s \| |                     |             |                            |                  |
| |                     |             |                            |                  |
| Source : ProCyclingStats |                     |             |                            |                  |
| Classement général |                     |             |                            |                  |
| Coureur | Coureur             | Pays        | Équipe                     | Temps            |
| 1er | Mads Pedersen       | Danemark    | Lidl-Trek                  | 12 h 01 min 05 s |
| 2e | Matej Mohorič       | Slovénie    | Bahrain Victorious         | + 13 s           |
| 3e | Marijn van den Berg | Pays-Bas    | EF Education-EasyPost      | + 23 s           |
| 4e | Fred Wright         | Royaume-Uni | Bahrain Victorious         | + 23 s           |
| 5e | Lukáš Kubiš         | Slovaquie   | Unibet Tietema Rockets     | + 25 s           |
| 6e | Raúl García Pierna  | Espagne     | Arkéa-B&B Hotels           | + 26 s           |
| 7e | Jake Stewart        | Royaume-Uni | Israel-Premier Tech        | + 28 s           |
| 8e | Sander De Pestel    | Belgique    | Decathlon-AG2R La Mondiale | + 28 s           |
| 9e | Thibaud Gruel       | France      | Groupama-FDJ               | + 30 s           |
| 10e | Dorian Godon        | France      | Decathlon-AG2R La Mondiale | + 31 s           |

### Classements annexes
| Classement par points | Classement par points | Classement par points | Classement par points      | Classement par points |
| Coureur               | Coureur               | Pays                  | Équipe                     | Points                |
| --------------------- | --------------------- | --------------------- | -------------------------- | --------------------- |
| 1er                   | Mads Pedersen         | Danemark              | Lidl-Trek                  | 35 pts                |
| 2e                    | Sam Bennett           | Irlande               | Decathlon-AG2R La Mondiale | 30 pts                |
| 3e                    | Marijn van den Berg   | Pays-Bas              | EF Education-EasyPost      | 30 pts                |
| 4e                    | Lukáš Kubiš           | Slovaquie             | Unibet Tietema Rockets     | 21 pts                |
| 5e                    | Fred Wright           | Royaume-Uni           | Bahrain Victorious         | 19 pts                |
| 6e                    | Paul Penhoët          | France                | Groupama-FDJ               | 15 pts                |
| 7e                    | Matej Mohorič         | Slovénie              | Bahrain Victorious         | 12 pts                |
| 8e                    | Raúl García Pierna    | Espagne               | Arkéa-B&B Hotels           | 11 pts                |
| 9e                    | Jake Stewart          | Royaume-Uni           | Israel-Premier Tech        | 11 pts                |
| 10e                   | Thibaud Gruel         | France                | Groupama-FDJ               | 11 pts                |

| Classement par points | Classement par points | Classement par points | Classement par points      | Classement par points |
| Coureur               | Coureur               | Pays                  | Équipe                     | Points                |
| --------------------- | --------------------- | --------------------- | -------------------------- | --------------------- |
| 1er                   | Mads Pedersen         | Danemark              | Lidl-Trek                  | 35 pts                |
| 2e                    | Sam Bennett           | Irlande               | Decathlon-AG2R La Mondiale | 30 pts                |
| 3e                    | Marijn van den Berg   | Pays-Bas              | EF Education-EasyPost      | 30 pts                |
| 4e                    | Lukáš Kubiš           | Slovaquie             | Unibet Tietema Rockets     | 21 pts                |
| 5e                    | Fred Wright           | Royaume-Uni           | Bahrain Victorious         | 19 pts                |
| 6e                    | Paul Penhoët          | France                | Groupama-FDJ               | 15 pts                |
| 7e                    | Matej Mohorič         | Slovénie              | Bahrain Victorious         | 12 pts                |
| 8e                    | Raúl García Pierna    | Espagne               | Arkéa-B&B Hotels           | 11 pts                |
| 9e                    | Jake Stewart          | Royaume-Uni           | Israel-Premier Tech        | 11 pts                |
| 10e                   | Thibaud Gruel         | France                | Groupama-FDJ               | 11 pts                |

| Classement de la montagne | Classement de la montagne | Classement de la montagne | Classement de la montagne  | Classement de la montagne |
| Coureur                   | Coureur                   | Pays                      | Équipe                     | Points                    |
| ------------------------- | ------------------------- | ------------------------- | -------------------------- | ------------------------- |
| 1er                       | Damien Girard             | France                    | Nice Métropole Côte d'Azur | 13 pts                    |
| 2e                        | Mads Pedersen             | Danemark                  | Lidl-Trek                  | 9 pts                     |
| 3e                        | Maximilien Juillard       | France                    | Van Rysel-Roubaix          | 9 pts                     |
| 4e                        | Raúl García Pierna        | Espagne                   | Arkéa-B&B Hotels           | 8 pts                     |
| 5e                        | Sander De Pestel          | Belgique                  | Decathlon-AG2R La Mondiale | 7 pts                     |
| 6e                        | Mattéo Vercher            | France                    | Team TotalEnergies         | 5 pts                     |
| 7e                        | Matîs Louvel              | France                    | Israel-Premier Tech        | 4 pts                     |
| 8e                        | Alexander Cepeda          | Équateur                  | EF Education-EasyPost      | 3 pts                     |
| 9e                        | Julien Bernard            | France                    | Lidl-Trek                  | 3 pts                     |
| 10e                       | Antoine Hue               | France                    | CIC U Nantes               | 3 pts                     |

| Classement de la montagne | Classement de la montagne | Classement de la montagne | Classement de la montagne  | Classement de la montagne |
| Coureur                   | Coureur                   | Pays                      | Équipe                     | Points                    |
| ------------------------- | ------------------------- | ------------------------- | -------------------------- | ------------------------- |
| 1er                       | Damien Girard             | France                    | Nice Métropole Côte d'Azur | 13 pts                    |
| 2e                        | Mads Pedersen             | Danemark                  | Lidl-Trek                  | 9 pts                     |
| 3e                        | Maximilien Juillard       | France                    | Van Rysel-Roubaix          | 9 pts                     |
| 4e                        | Raúl García Pierna        | Espagne                   | Arkéa-B&B Hotels           | 8 pts                     |
| 5e                        | Sander De Pestel          | Belgique                  | Decathlon-AG2R La Mondiale | 7 pts                     |
| 6e                        | Mattéo Vercher            | France                    | Team TotalEnergies         | 5 pts                     |
| 7e                        | Matîs Louvel              | France                    | Israel-Premier Tech        | 4 pts                     |
| 8e                        | Alexander Cepeda          | Équateur                  | EF Education-EasyPost      | 3 pts                     |
| 9e                        | Julien Bernard            | France                    | Lidl-Trek                  | 3 pts                     |
| 10e                       | Antoine Hue               | France                    | CIC U Nantes               | 3 pts                     |

| Classement du meilleur jeune | Classement du meilleur jeune | Classement du meilleur jeune | Classement du meilleur jeune         | Classement du meilleur jeune |
| Coureur                      | Coureur                      | Pays                         | Équipe                               | Temps                        |
| ---------------------------- | ---------------------------- | ---------------------------- | ------------------------------------ | ---------------------------- |
| 1er                          | Raúl García Pierna           | Espagne                      | Arkéa-B&B Hotels                     | 12 h 01 min 31 s             |
| 2e                           | Thibaud Gruel                | France                       | Groupama-FDJ                         | + 4 s                        |
| 3e                           | Lucas Beneteau               | France                       | St. Michel-Preference Home-Auber 93  | + 5 s                        |
| 4e                           | Ewen Costiou                 | France                       | Arkéa-B&B Hotels                     | + 13 s                       |
| 5e                           | Colby Simmons                | États-Unis                   | EF Education-Aevolo                  | + 1 min 14 s                 |
| 6e                           | Lenaïc Langella              | France                       | CIC U Nantes                         | + 3 min 47 s                 |
| 7e                           | Baptiste Vadic               | France                       | Team TotalEnergies                   | + 6 min 45 s                 |
| 8e                           | Edoardo Zamperini            | Italie                       | U.C. Trevigiani Energiapura Marchiol | + 6 min 52 s                 |
| 9e                           | Mattéo Vercher               | France                       | Team TotalEnergies                   | + 7 min 16 s                 |
| 10e                          | Darren Rafferty              | Irlande                      | EF Education-EasyPost                | + 8 min 00 s                 |

| Classement du meilleur jeune | Classement du meilleur jeune | Classement du meilleur jeune | Classement du meilleur jeune         | Classement du meilleur jeune |
| Coureur                      | Coureur                      | Pays                         | Équipe                               | Temps                        |
| ---------------------------- | ---------------------------- | ---------------------------- | ------------------------------------ | ---------------------------- |
| 1er                          | Raúl García Pierna           | Espagne                      | Arkéa-B&B Hotels                     | 12 h 01 min 31 s             |
| 2e                           | Thibaud Gruel                | France                       | Groupama-FDJ                         | + 4 s                        |
| 3e                           | Lucas Beneteau               | France                       | St. Michel-Preference Home-Auber 93  | + 5 s                        |
| 4e                           | Ewen Costiou                 | France                       | Arkéa-B&B Hotels                     | + 13 s                       |
| 5e                           | Colby Simmons                | États-Unis                   | EF Education-Aevolo                  | + 1 min 14 s                 |
| 6e                           | Lenaïc Langella              | France                       | CIC U Nantes                         | + 3 min 47 s                 |
| 7e                           | Baptiste Vadic               | France                       | Team TotalEnergies                   | + 6 min 45 s                 |
| 8e                           | Edoardo Zamperini            | Italie                       | U.C. Trevigiani Energiapura Marchiol | + 6 min 52 s                 |
| 9e                           | Mattéo Vercher               | France                       | Team TotalEnergies                   | + 7 min 16 s                 |
| 10e                          | Darren Rafferty              | Irlande                      | EF Education-EasyPost                | + 8 min 00 s                 |

| Classement par équipes | Classement par équipes          | Classement par équipes | Classement par équipes |
| Équipe                 | Équipe                          | Pays                   | Temps                  |
| ---------------------- | ------------------------------- | ---------------------- | ---------------------- |
| 1re                    | Lidl-Trek                       | États-Unis             | 36 h 04 min 32 s       |
| 2e                     | Cofidis                         | France                 | + 1 min 00 s           |
| 3e                     | Decathlon AG2R La Mondiale Team | France                 | + 1 min 25 s           |
| 4e                     | Groupama-FDJ                    | France                 | + 1 min 25 s           |
| 5e                     | Unibet Tietema Rockets          | France                 | + 1 min 25 s           |
| 6e                     | EF Education-EasyPost           | États-Unis             | + 1 min 58 s           |
| 7e                     | Team TotalEnergies              | France                 | + 5 min 29 s           |
| 8e                     | Van Rysel-Roubaix               | France                 | + 5 min 33 s           |
| 9e                     | Arkéa-B&B Hotels                | France                 | + 7 min 11 s           |
| 10e                    | Bahrain-Victorious              | Bahreïn                | + 10 min 08 s          |

| Classement par équipes | Classement par équipes          | Classement par équipes | Classement par équipes |
| Équipe                 | Équipe                          | Pays                   | Temps                  |
| ---------------------- | ------------------------------- | ---------------------- | ---------------------- |
| 1re                    | Lidl-Trek                       | États-Unis             | 36 h 04 min 32 s       |
| 2e                     | Cofidis                         | France                 | + 1 min 00 s           |
| 3e                     | Decathlon AG2R La Mondiale Team | France                 | + 1 min 25 s           |
| 4e                     | Groupama-FDJ                    | France                 | + 1 min 25 s           |
| 5e                     | Unibet Tietema Rockets          | France                 | + 1 min 25 s           |
| 6e                     | EF Education-EasyPost           | États-Unis             | + 1 min 58 s           |
| 7e                     | Team TotalEnergies              | France                 | + 5 min 29 s           |
| 8e                     | Van Rysel-Roubaix               | France                 | + 5 min 33 s           |
| 9e                     | Arkéa-B&B Hotels                | France                 | + 7 min 11 s           |
| 10e                    | Bahrain-Victorious              | Bahreïn                | + 10 min 08 s          |

### Classement UCI
La course attribue des points au Classement mondial UCI 2022 selon le barème suivant.
| Position           | 1er | 2e  | 3e  | 4e  | 5e | 6e | 7e | 8e | 9e | 10e | 11e | 12e | 13e | 14e | 15e | 16e à 30e | 31e à 40e |
| Classement général | 200 | 150 | 125 | 100 | 85 | 70 | 60 | 50 | 40 | 35  | 30  | 25  | 20  | 15  | 10  | 5         | 3         |
| Par étape          | 20  | 10  | 5   |     |    |    |    |    |    |     |     |     |     |     |     |           |           |
| Leader, par étape  | 5   |     |     |     |    |    |    |    |    |     |     |     |     |     |     |           |           |

## Évolution des classements
| Étape              | Vainqueur          | Classement général | Classement des sprints | Classement de la montagne | Classement du meilleur jeune | Chouchou du public | Classement par équipes     |
| ------------------ | ------------------ | ------------------ | ---------------------- | ------------------------- | ---------------------------- | ------------------ | -------------------------- |
| 1                  | Sam Bennett        | Sam Bennett        | Sam Bennett            | Maximilien Juillard       | Thibaud Gruel                | Corentin Devroute  | Decathlon AG2R La Mondiale |
| 2                  | Mads Pedersen      | Mads Pedersen      | Mads Pedersen          | Damien Girard             | Raúl García Pierna           | Dylan Massa        | Lidl-Trek                  |
| 3                  | Sam Bennett        | Mads Pedersen      | Mads Pedersen          | Damien Girard             | Raúl García Pierna           | Yaël Joalland      | Lidl-Trek                  |
| Classements finals | Classements finals | Mads Pedersen      | Mads Pedersen          | Damien Girard             | Raúl García Pierna           | -                  | Lidl-Trek                  |

## Liste des participants
| Légende                             | Légende                                                                                                  | Légende                                | Légende                                                                                         |
| ----------------------------------- | --- | -------------------------------------- | ----------------------------------------------------------------------------------------------- |
| Num                                 | Dossard de départ porté par le coureur sur ce Tour de la Provence                                        | Pos                                    | Position finale au classement général                                                           |
| Leader du classement général        | Indique le vainqueur du classement général                                                               | Leader du classement par points        | Indique le vainqueur du classement par points                                                   |
| Leader du classement de la montagne | Indique le vainqueur du classement de la montagne                                                        | Leader du classement du meilleur jeune | Indique le vainqueur du classement du meilleur jeune                                            |
|                                     | Indique un maillot de champion national ou mondial, suivi de sa spécialité                               | #                                      | Indique la meilleure équipe                                                                     |
| NP                                  | Indique un coureur qui n'a pas pris le départ d'une étape, suivi du numéro de l'étape où il s'est retiré | AB                                     | Indique un coureur qui n'a pas terminé une étape, suivi du numéro de l'étape où il s'est retiré |
| HD                                  | Indique un coureur qui a terminé une étape hors des délais, suivi du numéro de l'étape                   | DSQ                                    | Indique un coureur qui a été disqualifié de la course, suivi du numéro de l'étape               |
| *                                   | Indique un coureur en lice pour le classement du meilleur jeune (coureurs nés après le )                 |                                        |                                                                                                 |